# Uelzen
Uelzen, oficialmente Cidade Hanseática de Uelzen (em alemão: Hansestadt Uelzen), é uma cidade da Alemanha, antigo membro da Liga Hanseática (Hanse), localizada no estado de Baixa Saxônia (Niedersachsen) e é capital do distrito homónimo. Uelzen se situa a meio caminho entre Hanôver e Hamburgo.